# قرية تل بنات
قرية تل بنات أو مجمع الوليد، قرية تقع في محافظة نينوى بالعراق. تقع جنوب شرق مدينة سنجار. وهي من القرى أو المجمعات التي بناها حزب البعث الحاكم آنذاك بترحيل الأكراد من مناطق سكناهم إلى هذه المجمعات.
لهذا الترحيل كان له اهدافه الضمنية السياسية واهدافه الظاهرة وهي :
الضمنية:
- سهولة السيطرة على الأكراد ومراقبتهم.
- تجنيدهم وتعدادهم.
- تعليم اطفالهم على نسيان هويتهم عن طريق التعليم الإجباري العربي.
- نزعهم من قوميتهم وتعريبهم تدريجيا.
- انضمام بعض النفوس الضعيفة إلى الحزب لغرض الإبلاغ الفوري.

اما الأهداف العينية التي ادعى بها الحزب.
سهولة التعليم وايصال الكهرباء.